# Anticameră
O anticameră este o încăpere care urmează după antreu / vestibul și care comunică cu una sau mai multe încăperi principale, ea având ca destinație tradițională de a servi drept loc de așteptare pentru vizitatori care sunt triați potrivit cu rangul lor sau cu obiectul vizitei lor. De aici a apărut expresia: „A face anticameră”.

## Etimologie
Substantivul românesc anticameră este un împrumut din limba italiană, anticamera, „anticameră”.

## Paronimie
Anticameră, „cameră de așteptare la intrarea unui birou, într-un cabinet” / antecameră, „compartiment al camerei de combustie a unui motor în care se injectează combustibilul și începe arderea”.